# Fritz Röll
Fritz Röll, né le 16 mars 1879 à Kaltennordheim dans le massif montagneux de la Rhön et mort le 1er août 1956 dans ce même village, est un peintre et sculpteur allemand qui appartient à la tendance moderne de l'école de sculpture de Berlin. Il a été influencé par Adolf von Hildebrand.   

## Biographie
Röll fréquente de 1896 à 1900 l'école d'art de Nuremberg. Il est ensuite l'assistant de Gustav Eberlein.
De 1902 à 1910, il étudie au Collège universitaire des Arts de Berlin sous la direction d'Ernst Herter. Il reçoit, en 1909, le grand prix national des Arts de l'Académie royale des arts (Königliche Akademie der Künste).
De 1912 à 1914, il est résident de la Villa Massimo de Rome, après en avoir reçu le prix. 
Röll ouvre son propre atelier après la Première Guerre mondiale, en 1919, à Berlin. En 1935, il achète l'atelier du sculpteur August Gaul décédé en 1921.

## Expositions
- Grandes Expositions d'art de Berlin : 1901, 1902, 1904, 1906 à 1942
- Expositions des Artistes associés de Berlin : 1920 et 1926
- Expositions de l'Académie de Berlin : 1924 et 1941
- Expositions d'art à Munich : 1904, 1907, 1908, 1911, 1912, 1925, 1930, 1932, 1935, 1936, 1937 à 1941
- Concours artistique olympique de Berlin en 1936
- Expositions nationales et internationales : Königsberg 1925, Essen 1928, Dusseldorf 1928 (médaille d'argent) et 1933, Vienne 1909 et 1932 (médaille), puis 1940, Rome (Villa Massimo) 1912 et 1913, Helsinki 1936, Varsovie 1938, Zagreb et Bratislava 1942.

## Illustrations de quelques œuvres

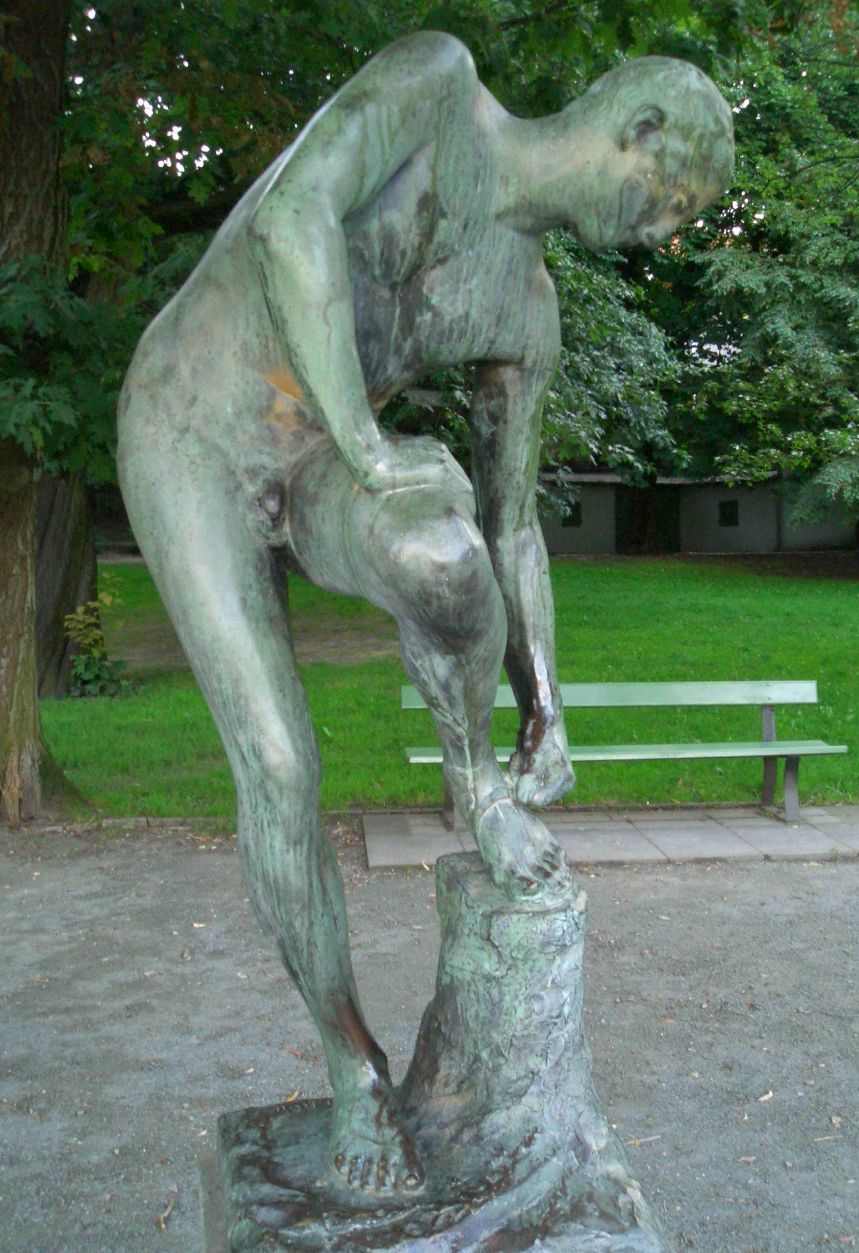
Sandalenbinder 1909 (œuvre perdue)
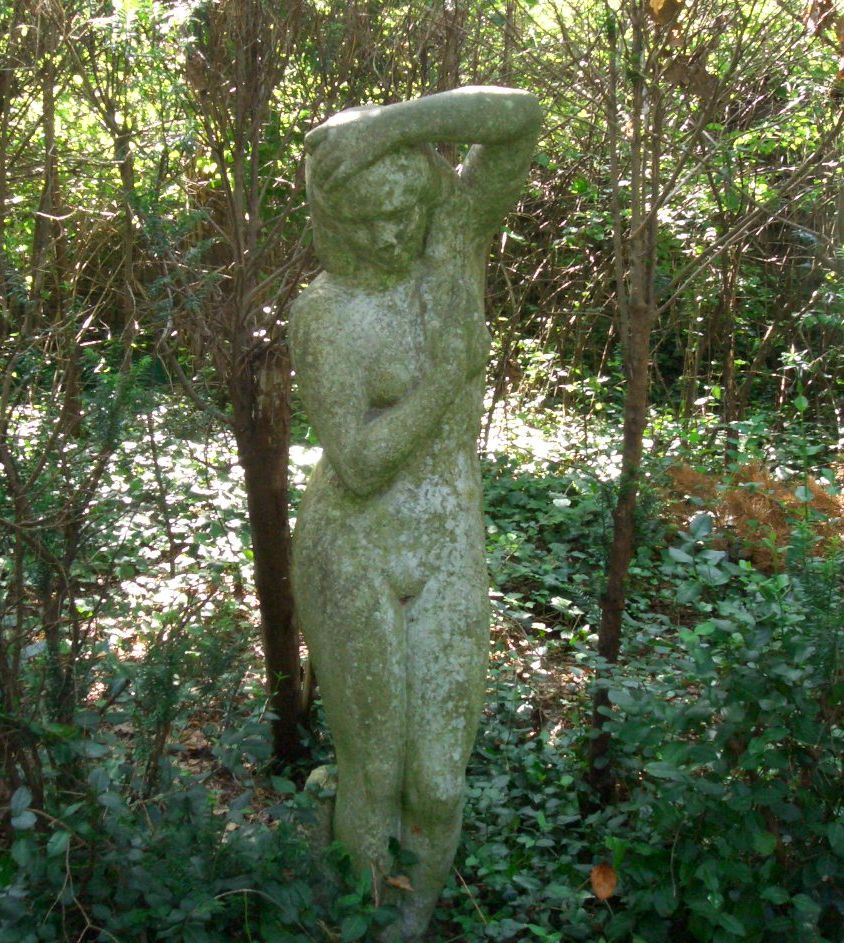
Steinmädchen 1913 (Jeune fille en pierre)
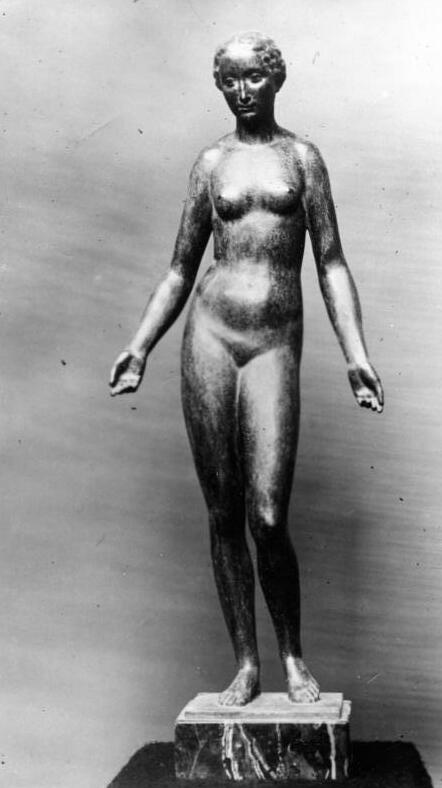
Keuscheit et beauté (Archive fédérale d'Allemagne)